# Lathyrus laxiflorus
Lathyrus laxiflorus är en ärtväxtart som först beskrevs av René Louiche Desfontaines, och fick sitt nu gällande namn av Carl Ernst Otto Kuntze. Lathyrus laxiflorus ingår i släktet vialer, och familjen ärtväxter. Utöver nominatformen finns också underarten L. l. laxiflorus.

## Bildgalleri

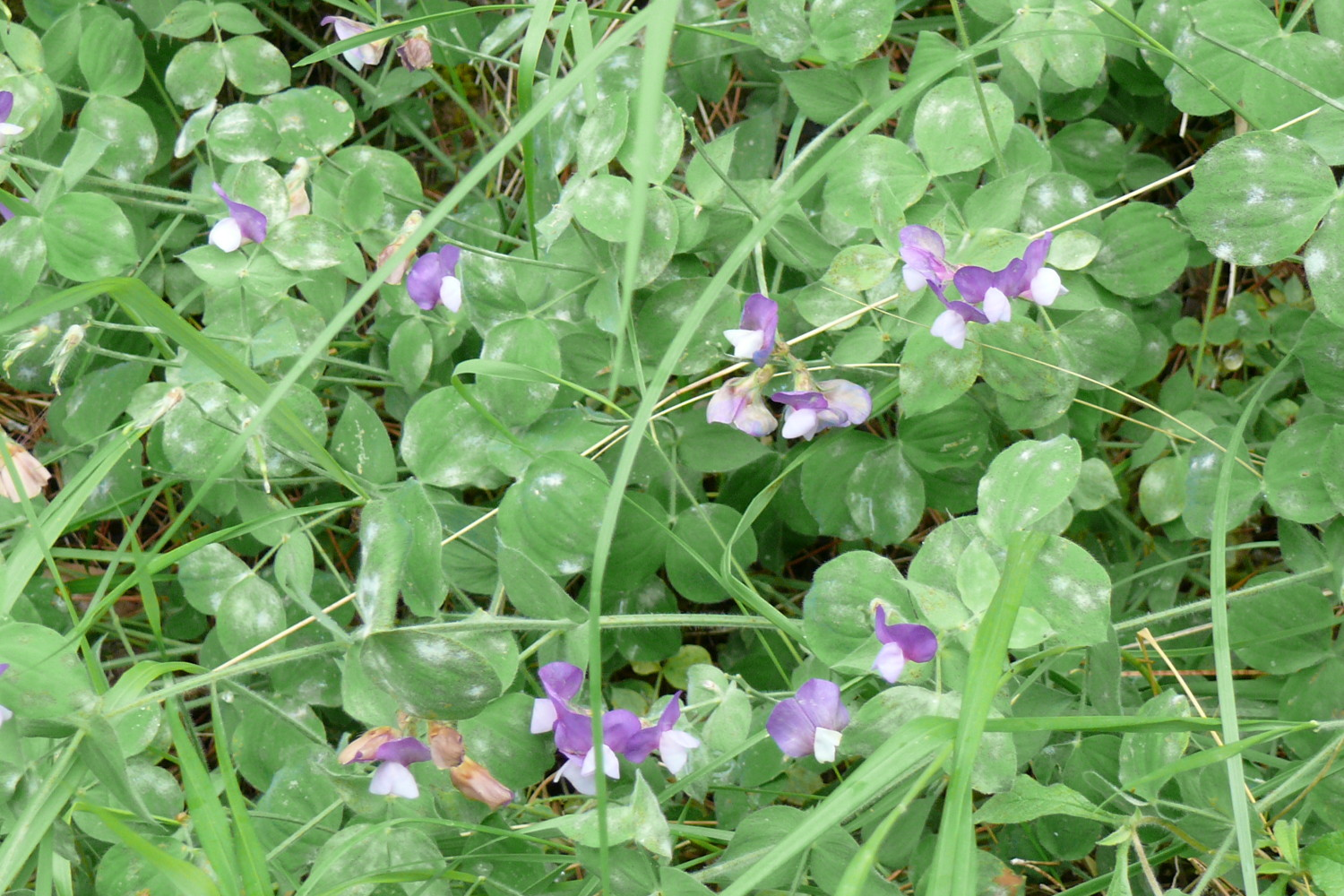
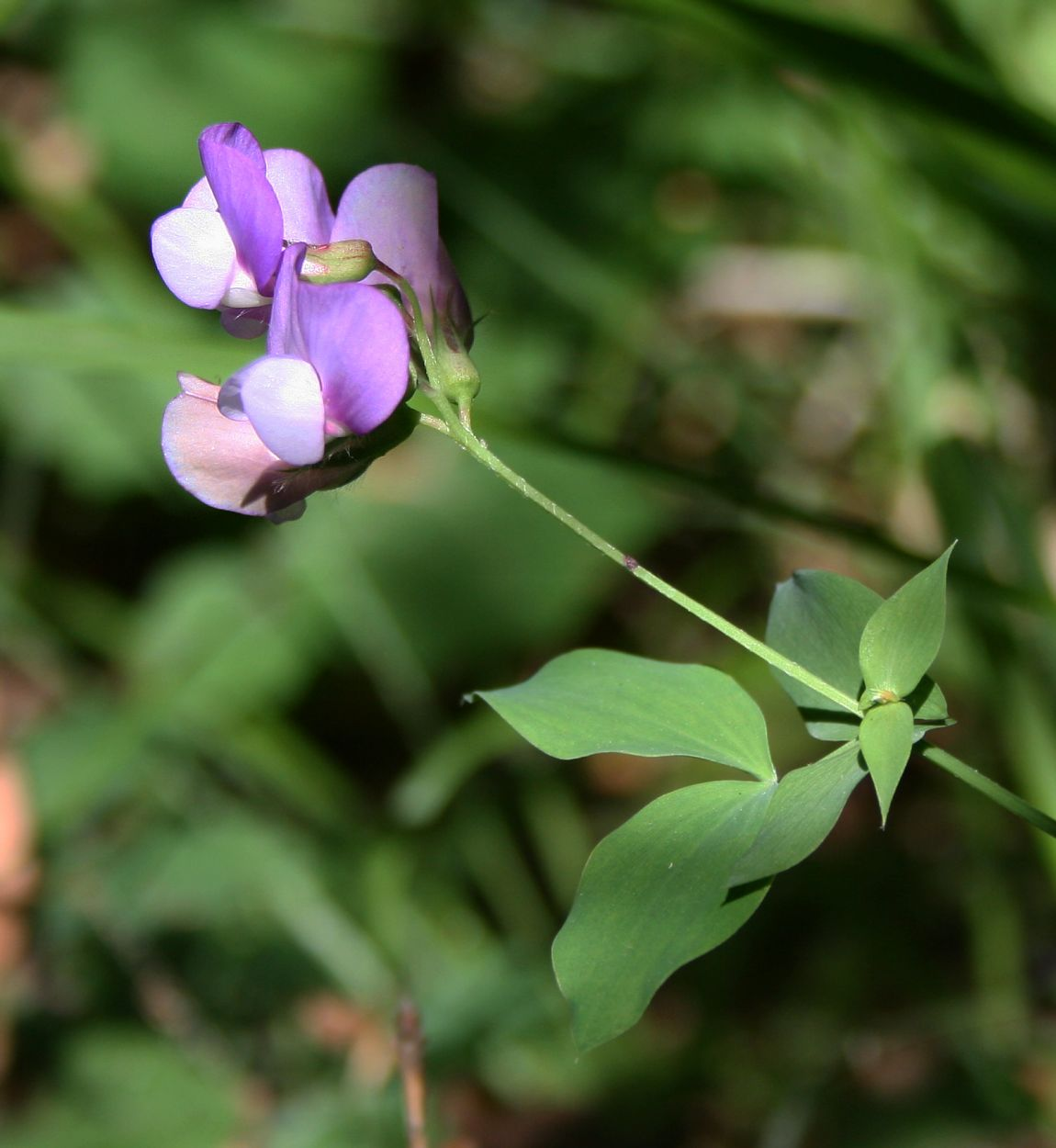
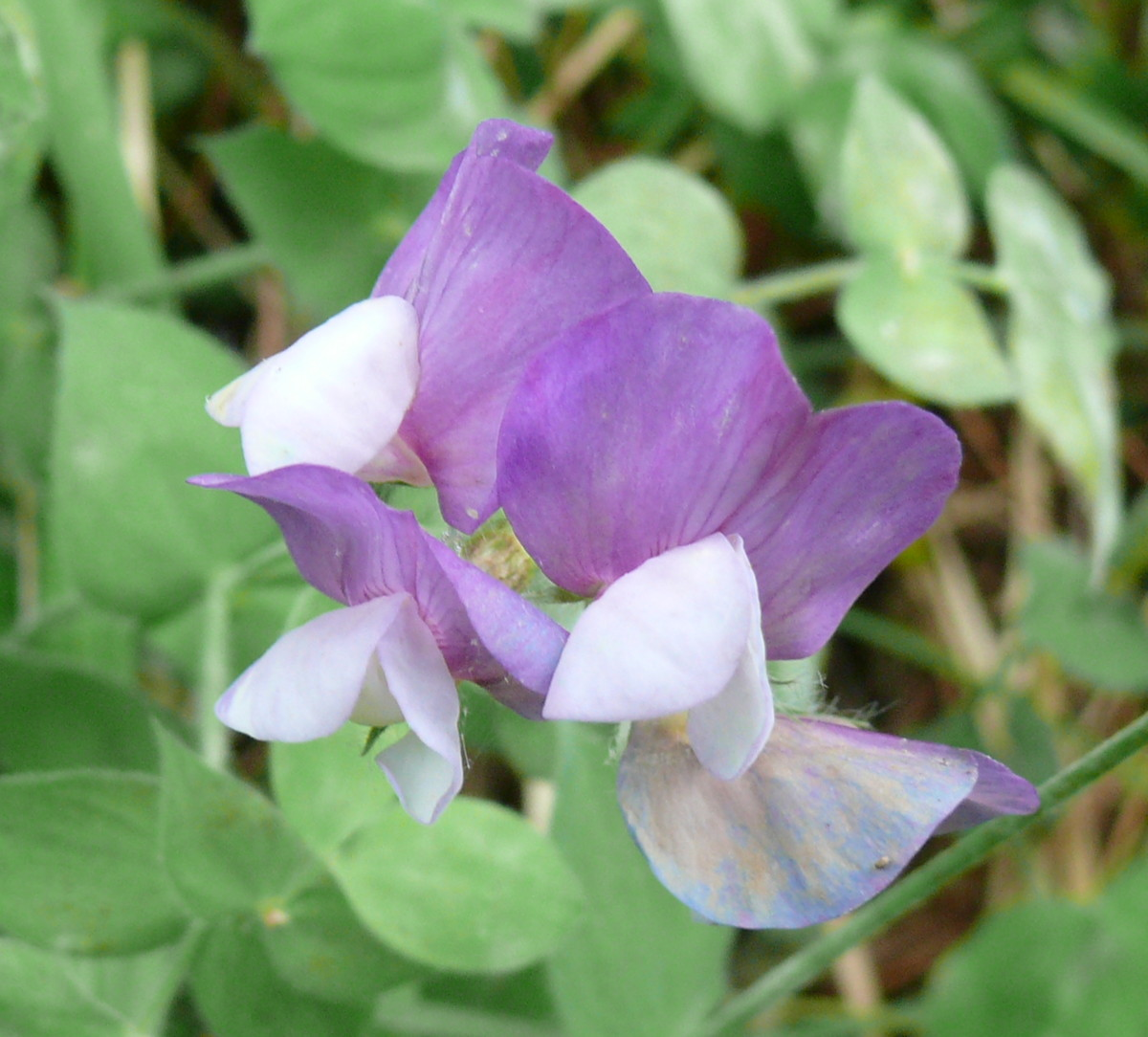
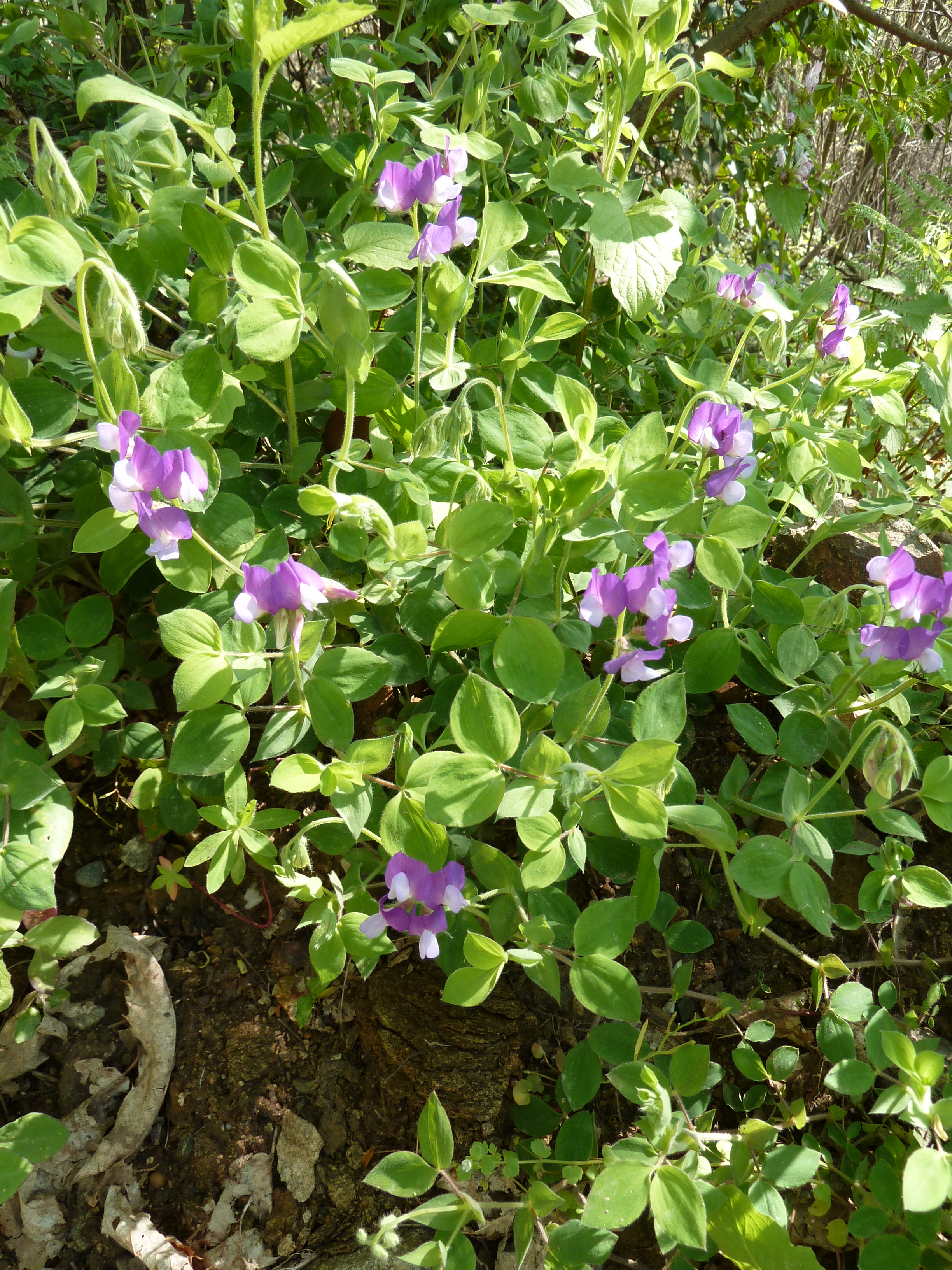
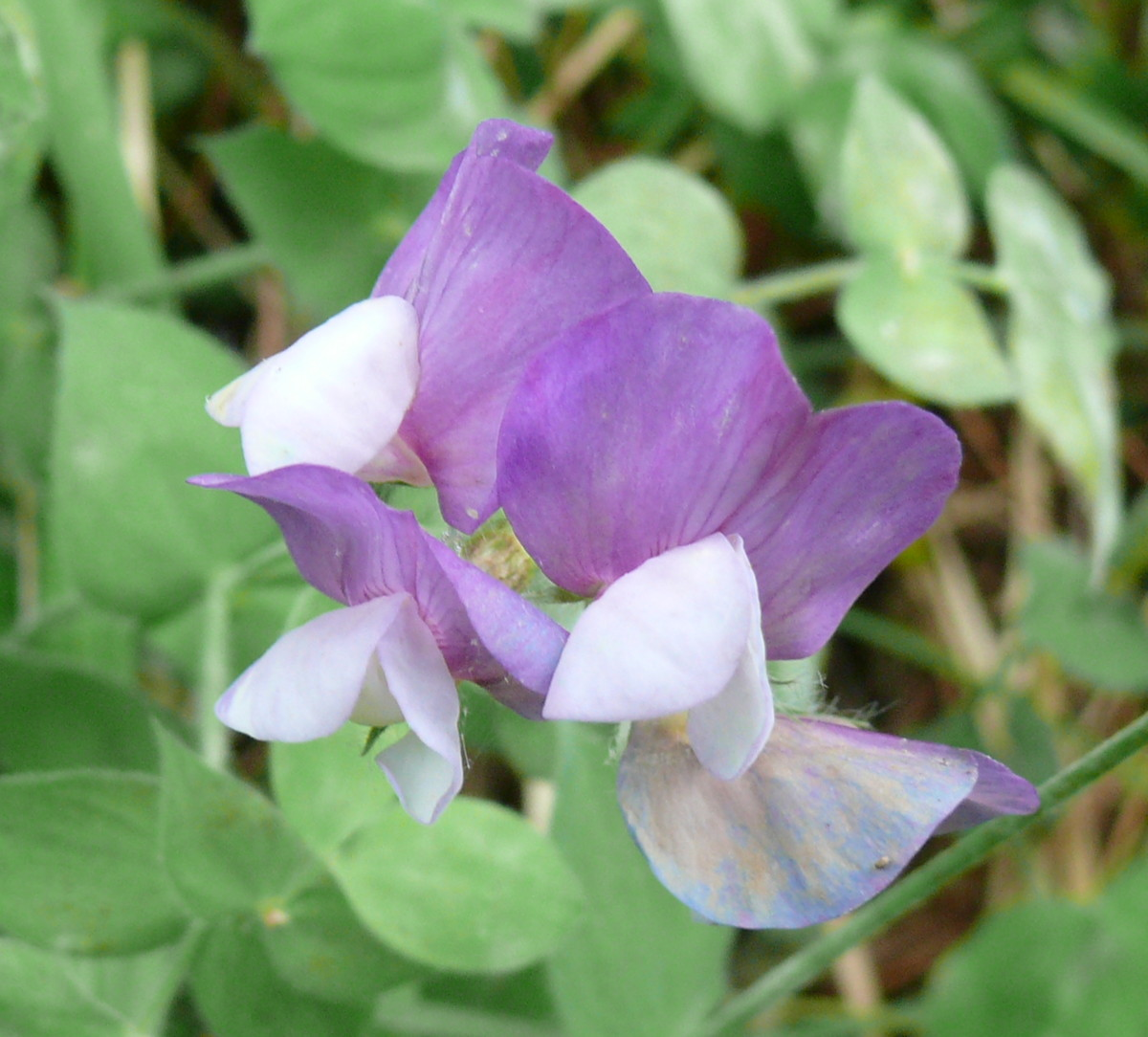